# Mach & Daddy
Mach & Daddy fue un dúo musical panameño de Reggae en español y Reguetón en inglés Formado en 2000, el cual se separó en 2012.
El primer sencillo por el cual fueron reconocidos, "La botella", ocupó por varias semanas los ratings de toda Latinoamérica y los primeros números en la Billboard.[cita requerida] Otros temas, como "Las solteras", "La juma" y "El que se fue pa' Barranquilla, perdió su silla" siguen escuchándose en las radios.
Han logrado reunir a aproximadamente cincuenta mil personas en una de sus presentaciones.[cita requerida] Siguen haciendo giras y conciertos en toda Latinoamérica y en Estados Unidos.
Fueron reconocidos como “El Dúo Revelación del 2005”, debido a la sensación causada no solo en su país de origen (Panamá), sino también en zonas aledañas.[cita requerida]
Pedro Machore es "Mach" y Martín Machore es "Daddy". Ambos definieron su musa musical gracias a su padre, Armando Machore, reconocido cantante y compositor, integrante asimismo del grupo Calipso Panamá.

## Historia
El dúo Mach y Daddy nació en el año 2000 amparado en el tema La Esencia de tu Amor. Entretanto, el tema musical La Botella fue lanzada en febrero del 2005, canción que pasó a ser el fenómeno musical en la radio panameña.
Mach y Daddy se lanzaron a la conquista de Estados Unidos a partir de enero del 2006, todo con la esperanza de que La Botella tenga la misma aceptación que tuvo en América Latina. La realización Desde Abajo fue producida por Universal Music Latino.
El binomio continúa afincado a la posición #1 de los charts de la radio nacional mexicana por segunda semana consecutiva. El dúo destronó del primer lugar a artistas de la talla de Shakira y Maná, demostrando de esta manera que el género del Reggae se mantiene en la preferencia del público a nivel internacional.
“Gracias a Dios” es el título del más reciente éxito del dúo Mach & Daddy quienes en días pasados culminaron con la grabación del vídeo musical de este tema. 
Actualmente Mach & Daddy se encuentran trabajando en su segunda producción musical de la cual se desprendió la canción “Nunca me Dejes” y ahora este gran tema, un reggae-socca llamado “Gracias a Dios” que ha puesto a bailar a grandes y a chicos y que asegura ser la canción de los carnavales de Panamá 2008.
En el mes de septiembre de 2012 cada uno se van por rumbos separados.

## Killa Records
El dúo "Mach & Daddy" se une a su amigo y colega, el cantante panameño Jr. Ranks en este proyecto, para dar origen al sello discográfico “Killa Records” donde laboran para reclutar y producir a otros artistas musicales del género urbano. Los temas “A Diario” e “Inolvidable” son los primeros temas grabados bajo el sello discográfico “Killa Records”.[cita requerida]

## Discografía
- 2005 Desde abajo Sello: Universal Music Latino
- 2008 Gracias a Dios Sello: Machete Music[3]
- 2010 Firma con la Disquera Factory Corp
- Si decides regresar Mach and Daddy ft El Roockie & Flex Factory Corp